# Buckhannon
Buckhannon é uma cidade localizada no estado norte-americano de Virgínia Ocidental, no Condado de Upshur.

## Demografia
Segundo o censo norte-americano de 2000, a sua população era de 5725 habitantes. 
Em 2006, foi estimada uma população de 5579, um decréscimo de 146 (-2.6%).

## Geografia
De acordo com o United States Census Bureau tem uma área de 
6,4 km², dos quais 6,4 km² cobertos por terra e 0,0 km² cobertos por água. Buckhannon localiza-se a aproximadamente 510 m acima do nível do mar.

## Localidades na vizinhança
O diagrama seguinte representa as localidades num raio de 24 km ao redor de Buckhannon. 